# Ferritgyűrűs memória

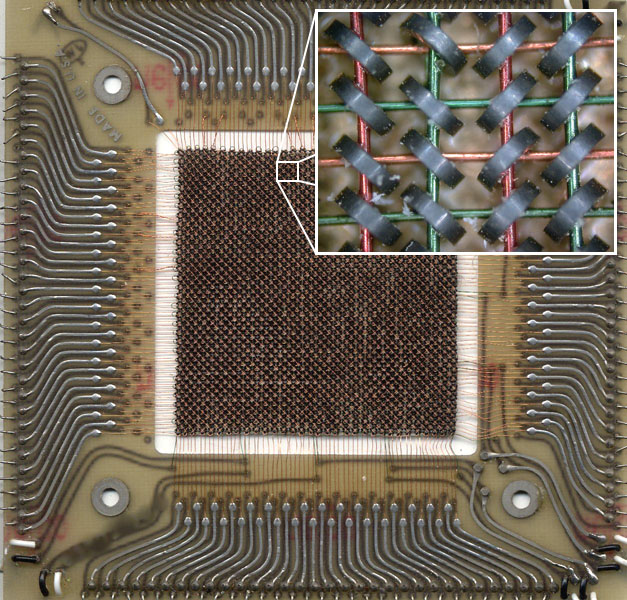
1 kilobites ferritgyűrűs tárolóblokk

A ferritgyűrűs memória az 1950–60-as évek számítógépeinek elterjedt műveleti tára, a közvetlen hozzáférésű memória egyik korai típusa.
Az információ tárolását a mágnesezhető kerámiagyűrű mágneses polaritásának felhasználásával végzi.
A gyűrűk méretének csökkentésével az adatsűrűség lassan növekedett. Ez az érték az 1960-as években hozzávetőleg 32 kbit/m³ volt.
A ferritgyűrűs memóriákat a DRAM szorította ki a használatból. Az első sikeres DRAM az  Intel 1103 típusa volt, amely 1972-ben jelent meg. Költsége 1 cent volt bitenként.

## Története
A mágneses hiszterézis felhasználhatósága az adattárolásra illetve kapcsolók működtetésére már az informatikai fejlesztések kezdete előtt is ismert volt, a villamos gépek mágneses viselkedésének vizsgálatából.
Frederick Viehe 1947-ben szabadalmat jelentett be, amelyben a jelfogók helyett transzformátorokkal valósított meg logikai áramköröket. Az IBM 1956-ban, Viehe halála előtt négy évvel, jelentős összegért megvásárolta a szabadalom használati jogát.
Kifejlesztése az 1940-es évek végén kezdődött, a szabadalmat többen is magukénak vallották, a ferritgyűrű memóriaként történő alkalmazásának több problémáját egymástól függetlenül többen oldották meg.

## Működési elve
Az áramjárta vezető mágneses tulajdonságai használhatók ferromágneses anyagok felmágnesezésére, vagy ellenkező áramiránnyal átmágnesezésre. A két különböző állapot lehetősége alkalmassá teszi bináris információk tárolására. A felmágnesezett ferritgyűrű mágneses állapotát a tápfeszültség megszűnése után is megtartja, ezért rendszerösszeomlás esetén sem veszítjük el feltétlenül a tárolt adatokat.

## Írás

Elemi tároló cella kapcsolási vázlata. X, Y, és Z a meghajtó, S pedig az olvasó vonal.

Egy tárolóelem írása vagy törlése egy vezetékkel is megoldható, több bit esetén viszont külön vonal lenne szükséges minden egyes elem írásához. A megoldás a tárolóelemek mátrixba kötése: a mágnesezhető gyűrűk a függőleges, és vízszintes vezetővonalak metszéspontjaira vannak felfűzve. Ha az egy bit írásához (ferritgyűrű átmágnesezéséhez) szükséges  áramerősség felét engedjük meg minden vonalon, akkor tárolási művelet csak a metszéspontban fog végbemenni, az adott vezetéken lévő többi gyűrű nem mágneseződik át. Ha nem kétdimenziós mátrixot, hanem 3 dimenziós tömböt építünk, akkor 0,35-0,4 szeres áramerősséget használhatunk, ami együttesen még biztosabb átmágnesezést eredményez, az azonos vonalon lévő cellák túlgerjesztésének veszélye nélkül.

## Olvasás
A statikus mágneses állapot egyszerűen nem olvasható, mivel csak a mágneses tér változása indukál feszültséget a vezetőben. A ferritgyűrű állapota úgy olvasható, ha azt vizsgálja az olvasó rutin, hogy újbóli írási kísérletre változik-e a tároló cella állapota, vagyis az olvasó vezetéken jelenik-e meg indukált feszültség. Az olvasási művelet eredményeképpen a cella állapota felülíródik, ezért az olvasórutinnak ezt vissza is kell írnia.

## Fizikai kialakítás

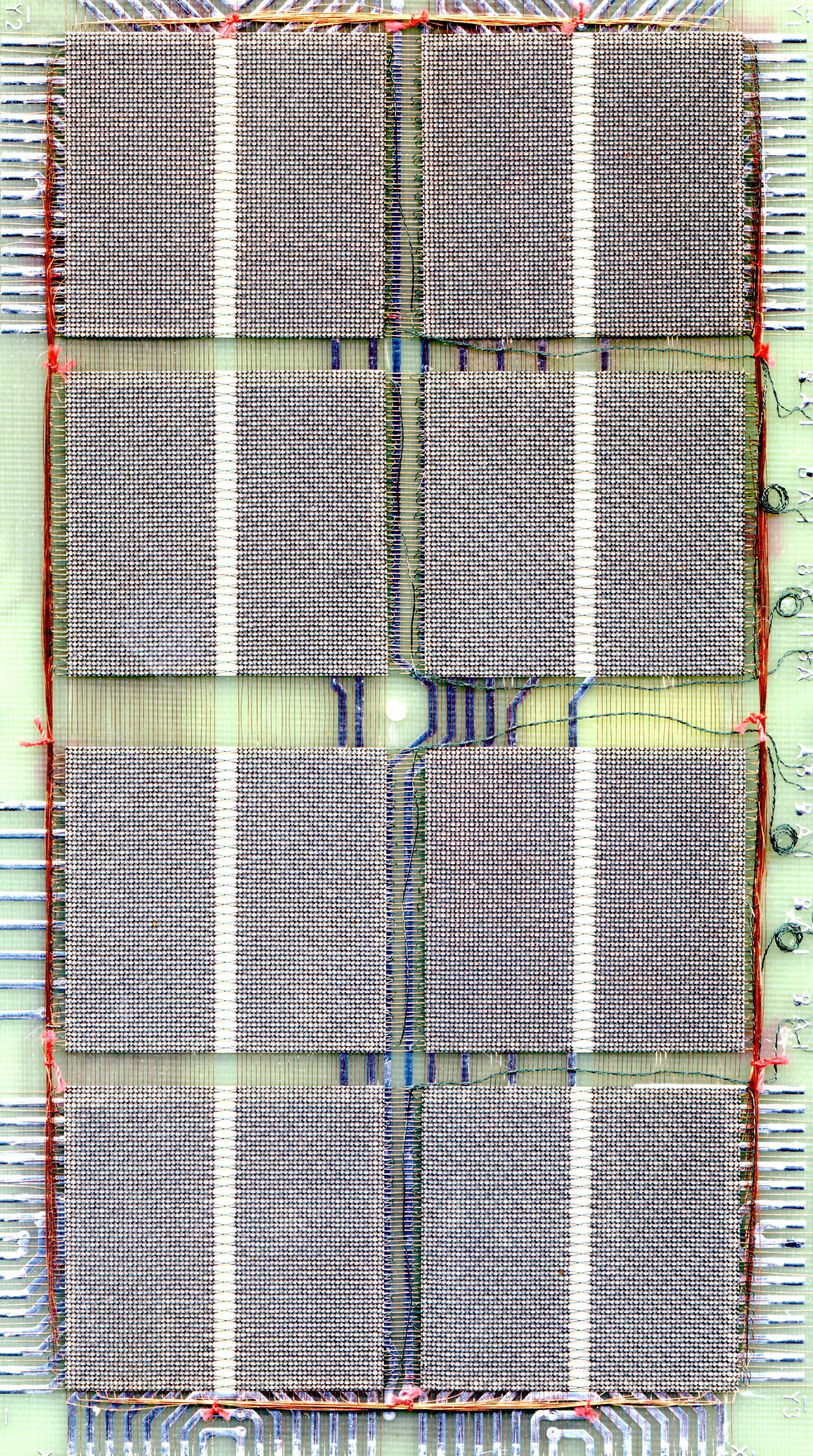
16 db 32×64 bites tárolót tartalmazó memória (32 kilobit)

Az apró, néhány tized milliméteres gyűrűket külön nem rögzítik, azokat csak a keretre feszített huzalokból álló háló tartja, esetenként a rezgéscsillapítás érdekében géllel, lakkal, vagy műgyantával kiöntve. Jellemző sűrűség a négyzetmilliméterenkénti egy gyűrű volt, ami az addig szokásos eszközökkel szemben nagy adatsűrűséget eredményezett, pedig a hozzávezetések forrszemeit tartalmazó keret jelentősen megnövelte a blokkok méreteit. Gyártása kezdetben igen drága, aprólékos kézi munka volt, (ruhaipari dolgozók végezték a gyűrűs tárak fűzését) automatizálása nem sikerült, az olcsóbb ferritgyűrűs tárakkal szinte együtt váltak elérhetővé az integrált félvezetős eszközök. Az összes gyűrűn átfutó olvasó szál is a könnyebb fűzés miatt lett átlósan befűzve.

### Speciális kialakítás
A fűzés bonyolultsága miatt és a működés meggyorsítására módosított (bonyolultabb) áramköri kialakítást alkalmaztak: elhagyták az olvasó vonalat. Ugyanúgy írható bitenként is, de egyszerre egész szót olvasnak ki a mátrix egyik dimenziójának vonalait használva, a keresztező vonalakra adott teljes áram segítségével. Az olvasó elektronika bonyolultabb, esetleg az olvasáshoz és az íráshoz párhuzamosan külön vezetéket fűznek be. Az egyszerű tárak általában négyzet alakúak: 16×16, 32×32 bittel, és a szóhossznak megfelelő darabszámot használnak belőle. A külön olvasóvonal nélküli változatnál a szóhossz a mátrix egyik dimenziója. Használt méretek: 8×32, 16×64, 16×128 stb.
Mivel a vasmagok mágneses hiszterézise jelentősen függ a hőmérséklettől, általában igénylik egy megközelítőleg állandó üzemi hőfok beállítását.

## Fordítás
- Ez a szócikk részben vagy egészben  a   Magnetic core memory című angol Wikipédia-szócikk fordításán alapul.  Az eredeti cikk szerkesztőit annak laptörténete sorolja fel. Ez a jelzés csupán a megfogalmazás eredetét és a szerzői jogokat jelzi, nem szolgál a cikkben szereplő információk forrásmegjelöléseként.